# Frank-Gruppe (Kunststoffe)
Die Frank-Gruppe besteht aus elf Unternehmen mit mehr als 400 Mitarbeitern und einem Gesamtaußenumsatz von über 115 Mio. Euro. Sie ist spezialisiert auf die Entwicklung, die Herstellung und den Vertrieb von Kunststoffsystemen aus Polyethylen (PE), Polypropylen (PP), Polyvinylidenfluorid (PVDF), Ethylenchlortrifluorethylen (ECTFE), Tetrafluorethylen-Hexafluorpropylen-Copolymer (FEP) und Perfluoralkoxy-Polymere (PFA) für Industrie, Gas- und Wasserversorgung, Geothermie, Geobaustoffe sowie den Abwassersektor. Konzernmutter ist die Frank GmbH.

## Geschichte
Am 1. Januar 1965 wurde ein Ingenieurbüro durch Philipp Frank in Mörfelden-Walldorf für die Planung von Kunststoffrohrsystemen in der Industrie- und die Tiefbau-Branche gegründet. Schon früh kam es zu einer Partnerschaft mit der Agru Kunststofftechnik GmbH, dem wichtigsten Lieferanten der Frank-Gruppe. Mit steigender Nachfrage nach hochwertigen Kunststoff-Rohrsystemen wurde das Angebot erweitert, sodass Frank sich zu einem Komplettanbieter im Kunststoffrohrmarkt entwickelte.
Seit dem Jahr 1990 ist das Unternehmen als GmbH organisiert. 1991 wurde die erste eigene Rohrproduktion gegründet. Eine polnische Vertriebsgesellschaft wurde 1994 aufgebaut. Man begann 1997 mit der Schweißmaschinenfertigung. Seit 1998 werden Großrohren bis 3500 mm Durchmesser gefertigt. Die Schweizer Vertriebsgesellschaft wurde 2001 gegründet. Eine eigene Kunststoff-Ventilfertigung wurde 2005 aufgebaut. Im gleichen Jahr wurde die Neuseeländischen Produktionsgesellschaft gegründet. Im Jahr 2007 begann die Fertigung von vernetzten PE-Rohren bei Argu-Frank in Wölfersheim. Der polnische Wickelrohrproduktion wurde 2009 gegründet. Im gleichen Jahr gewann Frank beim „Großen Preis des deutschen Mittelstandes 2009“.

## Konzernstruktur
Stand 2023:

### Zentrale
- Frank GmbH – Strategische Steuerung der Unternehmensgruppe, Vertrieb des Produktprogramms, technische Anwendungsberatung und Koordination der Produktentwicklung

### Produktion
- Frank Kunststofftechnik GmbH (Nachfolgegesellschaft der Frank Deponietechnik GmbH, Wölfersheim 1986) – Fertigung von Sonderbauteilen und Fertigbauwerken, Produktion von Wickelrohren aus PE, PP und Sonderwerkstoffen bis 3500 mm Durchmesser, Deponietechnik
- Agru-Frank GmbH (Wölfersheim 1991) – 50 % Beteiligung, Produktion von Rohren aus PE 100, PE 100-RC und PE-Xa für die Trinkwasser- und Gasversorgung, die Abwasserentsorgung und den Industriebedarf sowie Erdwärmesonden und aus Rohr geformten Bögen
- PF-Schweißtechnologie GmbH (Alsfeld 1997) – 33 % Beteiligung, Entwicklung und Produktion von Schweißgeräten, Zubehör und Werkzeugen zur Verbindung thermoplastischer Rohre und Formteile
- Brofran Limited (ehemals PPS-Frank N.Z. Limited, Christchurch 2005) – 33 % Beteiligung, Produktion von Wickelrohren, Schachtbauwerken, Stauräumen und Sonderbauteilen bis 3000 mm Durchmesser
- DRS Rohrwerke Sachsen GmbH (Bautzen 2009) – 100 % Beteiligung, Produktion und Vertrieb von korrugierten Kabelschutz-, Kanal- und Wickelrohren, nach Erwerb aller Anteile im Jahr 2021 in Auflösung
- TWS Goleniów Sp. z o.o., (Goleniów 2009) – 33 % Beteiligung, Produktion von Sonderwerkstoffen sowie von Wickelrohren für den industriellen Bereich aus PE, PP

### Vertrieb
- Agru-Frank Polska SP. z o.o. (Warschau 1994) – 50 % Beteiligung, Vertrieb des FRANK-Produktprogramms in Polen über die beiden Niederlassungen in Wrocław und Warschau
- Xorella-Frank AG (Wettingen 2000) – 90 % Beteiligung, Produktion, Montage und Vertrieb von Armaturen sowie Vertrieb für das FRANK-Produktprogramm in der Schweiz
- Old Frank Limited (ehem. Frank PKS NZ Limited, Christchurch 2012) – 24 % Beteiligung, Vertrieb des Produktprogrammes von Wickelrohren, Schachtbauwerken, Stauräumen und Sonderbauteilen in Christchurch/Neuseeland

### Weitere Beteiligungen
- Randex SAS, Voiron, Frankreich – 100 % Beteiligung
- Kubra GmbH Industrie- und Kunststofftechnik, Oraniembaum-Wörlitz – 50 % Beteiligung
- Kubra Kunststoff-Systemtechnik GmbH, Oraniembaum-Wörlitz – 50 % Beteiligung
- WDS Welding GmbH (vormals ECO quadrat China GmbH), Mörfelden-Walldorf – 50 % Beteiligung
- Randex Välvulas Iberica , S.L., Barcelona, Spanien – 30 % Beteiligung

## Weblink
- Website